# Милавин, Борис Васильевич
Бори́с Васи́льевич Мила́вин (28 июня 1936, с. Чемодановка, Куйбышевский край — 2 января 1998, г. Заречный, Пензенская область) — русский советский поэт.

## Биография
Родился в крестьянской семье. Учился в Пензенском техникуме железнодорожного транспорта, работал на стройках в г. Заречном.
Много лет трудился на инженерных должностях. В 1971 году окончил Литературный институт имени А. М. Горького. Член Союза писателей России с 1995 года.

## Творчество
Первые стихи начал писать во время службы в армии. В 1957 году в журнале «Советский воин» опубликовал своё первое стихотворение, затем печатался в армейской прессе. Главная тема творчества — тема родной земли, взаимоотношение между людьми, состояние души человека.
Писал стихи о русской деревне, образы стихотворений Б. Милавина отличала пластичность. В своих работах поэт часто прибегал к белым стихам, иногда впадая в натурализм.
Стихи Б. Милавина на протяжении многих лет печатались в разных сборниках и изданиях: в газетах «Труд» и «Пензенская правда», в журнале «Волга».
Автор сборников стихов
- «Мосты» (1972),
- «Предчувствие» (1978),
- «Всё повторяется, не повторяясь» (1994),
- «Пора сенокоса» (1995),
- «Наедине с самим собою» (1998),
- «Истины» (2002)
- «Возвращение: Стихи разных лет» (2000),
- поэмы «Роды»
- «Я рождён на уборке сена…» (стихи)
- «Не легенда, не чудо-сказка…» (стихи)
- О вечности (стихи) и др.

Один из организаторов литературного объединения «Радуга» в г. Заречном.

## Память
- В 1998 года в г. Заречном учреждён ежегодный конкурс юных поэтов и прозаиков имени Бориса Милавина.
- В 2005 году на стене дома, где жил поэт, установлена мемориальная доска.